# Pokémon På Rejse: Serien-afsnit
Pokémon På Rejse: Serien er den treogtyvende sæson af Pokémon, en japansk anime-TV-serie, kendt i Japan under navnet Pocket Monsters (ポケットモンスター Poketto Monsutā). Den blev oprindeligt sendt i Japan på TV Tokyo fra den 3. januar 2020, og senere i Danmark på Netflix den 1. januar 2021. Sæsons danske dub blev lanceret på Netflix den 27. november 2020, men kun i USA. Den 4. december 2020 blev 3. del af sæsonen lanceret på den amerikanske side, og samtidigt annoncerede Netflix, at "dele" af sæsonen ville udkomme den 1. januar 2021 i Danmark. Den danske versionering er lavet af SDI Media og er baseret på den amerikanske udgave, som er produceret af The Pokémon Company.
I denen sæson rejser Ash rundt om i verden sammen med hans nye ven Goh som forskningsassistenter ved Professor Cerise's laboratorium i Vermilion City for at udforske sjældne pokemoner og andre, samt deltager Ash også i Verdenskroningserien som er en verdenstunering som afgør den stærkeste Pokemon træner i verden hvor titlen bliver kaldt som Monark, den førende verdensmester er Leon som også er Galar regionen's Pokemon Mester og det er Ash's Drøm om at få en kamp med ham og besejr ham og Goh's drøm er at fange alle pokemoner i verden og også at fange Mew.

## På Rejse
| Nr. i serie | Nr. i sæson | Dansk titel Japansk titel | Japansk visning    | Dansk visning                         |
| ----------- | ----------- | --- | ------------------ | ------------------------------------- |
| 1088        | 1           | "Her kommer Pikachu!" "Pikachū tanjō!" 'Pikachu bliver født!' (ピカチュウ誕生！) | 17. november 2019  | 27. november 2020USA 1. januar 2021DK |
| 1089        | 2           | "En legendarisk udflugt!" "Satoshi to Gō, Rugia de Gō!" 'Satoshi og Go, lad os tage til Lugia!' (サトシとゴウ、ルギアでゴー！)                                                                           | 24. november 2019  | 27. november 2020USA 1. januar 2021DK |
| 1090        | 3           | "Ivysaurs mystiske tårn" "Fushigisōtte Fushigidane?" 'Fushigisō, er det ikke mystisk?' (フシギソウってフシギだね？)                                                                                      | 1. december 2020   | 27. november 2020USA 1. januar 2021DK |
| 1091        | 4           | "Scorebunny og den tyvagtige trio!" "Ikuze Gararu Chihō! Hibanī Tono Deai!!" 'Lad os tage til Galar-regionen! Et møde med Hibanny!!' (行くぜガラル地方！ヒバニーとの出会い！！)                          | 8. december 2020   | 27. november 2020USA 1. januar 2021DK |
| 1092        | 5           | "Dynamax på højt niveau!" "Kabigon Kyodai ka!? Daimakkusu no Nazo!!" 'Kabigon er blevet gigantisk!? Mysteriet om Daimax!' (カビゴン巨大化！？ダイマックスの謎！！)                                       | 15. december 2020  | 27. november 2020USA 1. januar 2021DK |
| 1093        | 6           | "Til sidst fanger jeg Mew!" "Pokemon Tairyō Getto Daze! Myū e no Michi!!" 'Fang en masse Pokémon! Vejen til Mew!!' (ポケモン大量ゲットだぜ！ミュウへの道！！)                                            | 22. december 2020  | 27. november 2020USA 1. januar 2021DK |
| 1094        | 7           | "Fuld fart på Fløjtecuppen!" "Gekitō no Hōen Chihō! Chōsen Batoru Furontia!!" 'Hoegnn-regionen, stedet for hårde kampe! Battle Frontier-udfordringen!!' (激闘のホウエン地方！挑戦バトルフロンティア！！) | 29. december 2020  | 27. november 2020USA 1. januar 2021DK |
| 1095        | 8           | "Issvømmekonkurrencen i Sinnoh!" "Makeruna Potchama! Shinō Chihō no Ryūhyō Rēsu!!" 'Tab ikke, Pochama! Drivis-ræset i Sinnoh-regionen!!' (負けるなポッチャマ！シンオウ地方の流氷レース！！)              | 12. januar 2020    | 27. november 2020USA 1. januar 2021DK |
| 1096        | 9           | "Jagten på en legende!" "Ano Hi no Chikai! Jōto Chihō no Hōō Densetsu!!" 'Løftet som vi afgav den dag! Johto-regionens Houou-legende!!' (あの日の誓い！ジョウト地方のホウオウ伝説！！)                   | 19. januar 2020    | 27. november 2020USA 1. januar 2021DK |
| 1097        | 10          | "En prøvelse i Paradiset!" "Kairyū no Rakuen, Hakuryū no Shiren!" 'Kairyu-paradiset, Hakuryus prøvelse!!' (カイリューの楽園、ハクリューの試練！)                                                         | 26. januar 2020    | 27. november 2020USA 1. januar 2021DK |
| 1098        | 11          | "Bedste ven... og værste mareridt!" "Koharu to Wanpachi to, Tokidoki, Gengā" 'Koharu, Wanpachi og nogle gange også Gengar' (コハルとワンパチと、時々、ゲンガー)                                          | 2. februar 2020    | 27. november 2020USA 1. januar 2021DK |
| 1099        | 12          | "Giganternes kamp!" "Daimakkusu Batoru! Saikyō Ōja Dande!!" 'Daimax-dyst! Dande, den største af dem alle!!' (ダイマックスバトル！最強王者ダンデ！！)                                                     | 9. februar 2020    | 27. november 2020USA 1. januar 2021DK |
| 1100        | 13          | "Kampen om at blive den bedste!" "Satoshi tai Dande! Saikyō e no Michi! !" 'Satoshi mod Dande! Vejen til at blive den stærkeste!!' (サトシ対ダンデ！最強への道！！)                                      | 16. februar 2020   | 27. november 2020USA 1. januar 2021DK |
| 1101        | 14          | "Raid-kamp i ruinerne!" "Hatsu Isshu Chihō! Iseki de Reidobatoru! !" 'Første besøg i Unova-regionen! Raid-kamp i ruinerne!' (初イッシュ地方！遺跡でレイドバトル！！)                                     | 23. februar 2020   | 27. november 2020USA 1. januar 2021DK |
| 1102        | 15          | "Eftersøgning i sneen!" "Yuki no Hi, Karakara no Hone wa Doko?" 'På en snevejrsdag, hvor er Karakaras ben?' (雪の日、カラカラのホネはどこ？)                                                             | 1. marts 2020      | 27. november 2020USA 1. januar 2021DK |
| 1103        | 16          | "En isnende forbandelse!" "Norowareta Satoshi…!" 'Satoshi er forbandet...!' (呪われたサトシ…！) | 8. marts 2020      | 27. november 2020USA 1. januar 2021DK |
| 1104        | 17          | "Et spark ind i femtiden!" "Hibanī, Honō no Kikku! Asunimukatte! !" 'Hibanny, brug dit flammende spark! Gå morgendagen i møde!!' (ヒバニー、炎のキック！明日に向かって！！)                              | 15. marts 2020     | 27. november 2020USA 1. januar 2021DK |
| 1105        | 18          | "Næste stop: Kroningen!" "Satoshi Sansen! Pokémon Wārudo Chanpionshippusu! !" 'Satoshi deltager! Pokémon-verdensmesterskab!!' (サトシ参戦！ポケモンワールドチャンピオンシップス！！)                     | 22. marts 2020     | 27. november 2020USA 1. januar 2021DK |
| 1106        | 19          | "Et blændende talent for efterligninger!" "Watashi wa Metamon!" 'Jeg er Metamon!' (ワタシはメタモン！)                                                                                                   | 29. marts 2020     | 27. november 2020USA 1. januar 2021DK |
| 1107        | 20          | "Hvad drømme er skabt af!" "Yume e Mukatte Gō! Satoshi to Gō!!" 'Gå mod drømmene! Satoshi og Go!!' (夢へ向かってゴー！サトシとゴウ！！)                                                                  | 5. april 2020      | 27. november 2020USA 1. januar 2021DK |
| 1108        | 21          | "Et æg-ceptionelt mysterium!" "Todoke-ha Shirube! Satoshi to Fushigina Tamago! !" 'Overbring bølgevejledningen! Satoshi og det mystiske æg!!' (とどけ波導！サトシと不思議なタマゴ！！)                   | 12. april 2020     | 27. november 2020USA 1. januar 2021DK |
| 1109        | 22          | "Farvel, min ven!" "Sayonara, Rabifutto!" 'Farvel, Rabbifuto!' (さよなら、ラビフット！) | 19. april 2020     | 27. november 2020USA 1. januar 2021DK |
| 1110        | 23          | "Panik i parken!" "Dai Panikku! Sakuragi Pāku!" 'Kæmpepanik! Sakuragi Park!!' (大パニック！サクラギパーク！！)                                                                                           | 7. juni 2020       | 27. november 2020USA 1. januar 2021DK |
| 1111        | 24          | "Team Rocket tager en slapper!" "Yasume! Roketto-dan!" 'Tag en pause! Rocket-gang!' (休め！ロケット団！！)                                                                                               | 14. juni 2020      | 27. november 2020USA 1. januar 2021DK |
| 1112        | 25          | "En festivalgenforening!" "Inochi Bakuhatsu Batoru Fesu! Buiesu Mega Rukario!!" 'En kampfestival der eksploderer med liv! Mod Mega Lucario!!' (命爆発バトルフェス！VSメガルカリオ！！)                   | 21. juni 2020      | 1. juli 2021                          |
| 1113        | 26A         | "Kampen om kronen!" "Hanero! Koikingu" 'Hop! Koiking' (はねろ！コイキング) | 21. juni 2020      | 1. juli 2021                          |
| 1113        | 26B         | "Slowkings kroning!" "Kabure! Yadoking" 'Tag den på! Yadoking' (かぶれ！ヤドキング) | 26. juni 2020      | 1. juli 2021                          |
| 1114        | 27          | "Stå fast, Farfetch'd!" "Hideo Densetsu! Dande Saikyō Batoru! !" 'En heroisk legende! Dandes ultimative kamp!!' (英雄伝説！ダンデ最強バトル！！)                                                         | 5. juli 2020       | 1. juli 2021                          |
| 1115        | 28          | "Snøftende Sobble!" "Mesomeso Messon" 'Hulkende Messon' (めそめそメッソン) | 12. juli 2020      | 1. juli 2021                          |
| 1116        | 29          | "Pidove på besøg!" "Pachipachi Yaki Mochi! Wanpachi no Kimochi" 'Elektrifiserende jalousi! Wanpachis følelser' (パチパチやきもち！ワンパチのきもち)                                                      | 19. juli 2020      | 1. juli 2021                          |
| 1117        | 30          | "Svigtet, såret og skuffet!" "Iyaiya Pikachū, Yareyare Bariyādo" 'Den tilbageholdende Pikachu og den forfærdede Barrierd' (いやいやピカチュウ、やれやれバリヤード)                                       | 26. juli 2020      | 1. juli 2021                          |
| 1118        | 31          | "Nuttethedskvotienten!" "Hinbasu no Kireina Uroko" 'Hinbass og dens smukke skæld' (ヒンバスのきれいなウロコ)                                                                                             | 2. august 2020     | 1. juli 2021                          |
| 1119        | 32          | "Igen og igen!" "Serebī Toki o Koeta Yakusoku" 'Celebi: Et tidsløst løfte' (セレビィ 時を超えた約束) | 9. august 2020     | 1. juli 2021                          |
| 1120        | 33          | "Bytte, bytte købmand!" "Pokémon Kōkan Shimasenka?" 'Vil du lave en Pokémon-byttehandel?' (ポケモン交換しませんか？)                                                                                     | 16. august 2020    | 1. juli 2021                          |
| 1121        | 34          | "Alene og faretruende!" "Kokō no Tōshi Saitō！Otosupasu no Kyōi! !" 'Den enlige kæmper, Saito! Den truende Otosupus!!' (孤高の闘士サイトウ！オトスパスの脅威！！)                                        | 23. august 2020    | 1. juli 2021                          |
| 1122        | 35          | "Jeg skal fange hvilken af dem?!" "Pikachu, Getto Daze!!" 'Jeg skal nok få dig, Pikachu!!' (ピカチュウ、ゲットだぜ！！)                                                                                  | 30. august 2020    | 1. juli 2021                          |
| 1123        | 36          | "Kampdrømme og sandkasteller!" "Satoshi to Gō, Suna Jigoku Kara Hai Agare" 'Satoshi og Go, kravl op fra sandhelvedet!' (サトシとゴウ、砂地獄から這い上がれ)                                              | 6. september 2020  | 1. juli 2021                          |
| 1124        | 37          | "Mit nye, gamle slæng!" "Tadaima！ Hajimemashite, Arōra！" 'Jeg er tilbage! Rart at møde dig, Alola!' (ただいま！はじめましてアローラ！)                                                                 | 13. september 2020 | 1. juli 2021                          |
| 1125        | 38          | "Nyt liv til gamle fossiler!" "Kiseki no Fukugen, Kaseki no Pokémon!" 'Den kolossale genopretning og fossil-Pokémonen!' (奇跡の復元、化石のポケモン！)                                                   | 20. september 2020 | 1. juli 2021                          |
| 1126        | 39          | "Octo-sammenstød i salen!" "Satoshi tai Saitō! Kōryaku Tako ga Tame!!" 'Satoshi mod Saito! Overkom blækspruttegrebet!' (サトシ対サイトウ！攻略たこがため！！)                                            | 27. september 2020 | 1. juli 2021                          |
| 1127        | 40          | "En knitrende Raid-kamp!" "Buiesu Sandā! Densetsu Reido Batoru!!" 'Mod torden! En legendarisk raid-kamp!!' (VSサンダー！伝説レイドバトル！！)                                                            | 9. oktober 2020    | 1. juli 2021                          |
| 1128        | 41A         | "Kunsten at oversætte Pikachu!" "Pikachū Atereko Dai Sakusen!" 'Den store Pikachu-eftersynkroniserings-operation!' (ピカチュウ アテレコ大作戦！)                                                         | 16. oktober 2020   | 1. juli 2021                          |
| 1128        | 41B         | "I til halsen!" "Hanbun, Numakurō." 'Halvdelen, Numacraw.' (半分、ヌマクロー。) | 16. oktober 2020   | 1. juli 2021                          |
| 1129        | 42          | "Sværd og Skjold, det slumrende vildnis!" "Sōdo Ando Shīrudo Ⅰ "Madoromi no Mori"" 'Sword & Shield I - "Slumreskoven"' (ソード&シールドⅠ 「まどろみの森」)                                               | 23. oktober 2020   | 1. juli 2021                          |
| 1130        | 43          | "Sværd og Skjold: Den mørkeste dag!" "Sōdo Ando Shīrudo Ⅱ "Burakku Naito"" 'Sword & Shield II - "Sort nat"' (ソード&シールドⅡ 「ブラックナイト」)                                                        | 30. oktober 2020   | 1. juli 2021                          |
| 1131        | 44          | "Sværd og Skjold: "Legenden om Eternatus!"" "Sōdo Ando Shīrudo Ⅲ "Mugendaina"" 'Sword & Shield III - "Mugendaina"' (ソード&シールドⅢ 「ムゲンダイナ」)                                                   | 6. november 2020   | 1. juli 2021                          |
| 1132        | 45          | "Sværd og Skjold... Legenden vågner!" "Sōdo Ando Shīrudo Ⅳ "Saikyō no Ken to Tate"" 'Sword & Shield IV - "Det ultimative sværd og skjold"' (ソード&シールドⅣ 「最強の剣と盾」)                           | 13. november 2020  | 1. juli 2021                          |
| 1133        | 46          | "Ingen kamp er for stor!" "Batoru Ando Getto! Myūtsū no Fukkatsu" 'Kæmp og fang! Mewtwos genoplivelse' (バトル&ゲット！ミュウツーの復活)                                                                 | 20. november 2020  | 1. juli 2021                          |
| 1134        | 47          | "Grovædernes kroning!" "Pokemon Chanpion! Ōgui-ō Kettei-sen!!" 'Pokémonmester! Ædedolkenes dyst!!' (ポケモンチャンピオン！大食い王決定戦！！)                                                            | 27. november 2020  | 1. juli 2021                          |
| 1135        | 48          | "Tæt på... praktiskt talt!" "Hobo Hobo Pikachū Kiki Ippatsu!" 'Lige på kanten med en omtrentlig Pikachu!' (ほぼほぼピカチュウ危機一髪！)                                                                 | 4. december 2020   | 1. juli 2021                          |

## Stemmer
| Rolle            | Original stemme    | Dansk stemme           |
| ---------------- | ------------------ | ---------------------- |
| Ash Ketchum      | Rika Matsumoto     | Mathias Klenske        |
| Pikachu          | Ikue Ohtani        | Ikue Ohtani            |
| Goh              | Mayumi Iizuka      | Helmer Solberg         |
| Jessie           | Megumi Hayashibara | Ann Hjort              |
| James            | Shin'ichirō Miki   | Thomas Kirk            |
| Meowth           | Inuko Inuyama      | Peter Zhelder          |
| Giovanni         | Rikiya Koyama      | Peter Zhelder          |
| Delia Ketchum    | Masami Toyoshima   | Mette Skovmark         |
| Korrina          | Yuka Terasaki      | Louise Engell          |
| Parker           | Chihiro Ueda       | Melvin Pedersen        |
| Marin            | Ukendt             | Mette Skovmark         |
| Kira             | Rika Adachi        | Mette Skovmark         |
| Raihan           | Tatsuhisa Suzuki   | Mikkel Becker Hilgart  |
| Dan              | Naomi Shindo       | Peter Aude             |
| Chrysa           | Sayaka Senbongi    | Sandra Bothmann        |
| Jinny            | Wakana Minami      | Sandra Bothmann        |
| Camille          | Michiko Neya       | Sandra Bothmann        |
| Leon             | Daisuke Ono        | Sebastian Harris       |
| Walker           | Takayuki Masuda    | Sebastian Harris       |
| Sonia            | Marina Inoue       | Silan Maria Budak Rash |
| Professor Cerise | Yūichi Nakamura    | Simon Nøiers           |
| Shane Seeker     | Kiyotaka Furushima | Simon Nøiers           |
| Oliver           | Seiya              | Simon Nøiers           |
| Horace           | Ayahi Takagaki     | Simon Nøiers           |
| Visquez          | Risa Hayamizu      | Tara Toya              |
| Fortælleren      | Kenyu Horiuchi     | Torben Sekov           |

## Hjemmeudgivelser
I Japan er sæsonen i gang med at blive udgivet til udlejning, men købeudgivelser vil være begrænset til udvalgte afsnit. Sæsonen har indtil videre fået en halv hjemmeudgivelse på engelsk i Australien, men endnu ikke i USA.
I Danmark har denne sæson ikke set nogen form for hjemmeudgivelse.